# Оконешников, Семён Петрович
Семён Петрович Оконешников (29 августа 1944, село Бетюнский наслег, Намский улус — 14 июня 2019, Якутск) — советский и российский якутский оперный певец (лирический тенор). Народный артист Российской Федерации (1993).

## Биография
Семён Петрович Оконешников родился 29 августа 1944 года в Бетюнском наслеге Намского улуса Якутской АССР. В 1963 году поступил в хор Якутского музыкально-драматического театра. Одновременно пел в хоре Государственного комитета по телевидению и радиовещанию Якутской АССР и учился в музыкальном училище.
В 1965—1968 годах служил в Советской армии, пел в Краснознаменном ансамбле песни и пляски Забайкальского военного округа. После армии вернулся в хор Гостелерадио Якутской АССР. Окончил вокальное отделение Якутского музыкального училища.
В 1969—1975 годах учился на вокальном факультете Уральской консерватории имени М. П. Мусоргского (педагоги С. А. Батурина и Л. Ф. Дроздова) в Свердловске.
С 1973 года — солист оперы Якутского театра оперы и балета, где был занят во всех ведущих теноровых партиях оперных спектаклей. Был членом Художественного совета театра. Назван за своё феноменальное дарование «Золотым тенором Якутии».
В его репертуаре были романсы русских и западных композиторов, песни якутских композиторов и мелодистов. Сотрудничал с национальным оркестром театра танца имени С. Зверева — Кыыл Уола, участвовал в концертах солистов театра. Гастролировал в городах России и за рубежом — в Румынии (1984), Болгарии (1986), Монголии, Швейцарии (1994), Франции (зал ЮНЕСКО, 1993).
Умер 14 июня 2019 года.

## Награды и премии
- Лауреат премии комсомола «Лучший дебют года» (1977) —  за исполнение партии Юрюн Уолана
- Лауреат Якутского городского конкурса песни (1979).
- Заслуженный артист РСФСР (10 декабря 1982).
- Народный артист Российской Федерации (16 июня 1993)[3].
- Благодарственное письмо Президента Республики Саха (Якутия) (1994) — за большие заслуги перед народом республики
- Почётный гражданин Намского улуса (1994).
- Знак «Гражданская доблесть».
- Народный артист Республики Саха (Якутия) (24 октября 2014) — за выдающийся вклад в развитие музыкальной культуры Российской Федерации и Республики Саха (Якутия), высокое исполнительское мастерство, многолетнюю просветительскую и артистическую деятельность[4].

## Оперные партии
- «Нюргун Боотур» М. Жиркова и Г. Литинского — Юрюн Уолан
- «Лоокуут и Нюргусун» Г. Григоряна — Лоокут
- «Цветок Севера» Г. Григоряна — Ахмед
- «Сын солнца» А. Созонова — Манчаары
- «Колыбельная» З. Степанова — Кюндели
- «Евгений Онегин» П. Чайковского — Ленский
- «Русалка» А. С. Даргомыжский — князь
- «Красный шаман» Г. Литинского — Сасыл-Шаман
- «Майская ночь» Н. А. Римский-Корсаков — Левко
- «Иоланта» П. И. Чайковский — Водемон
- «Севильский цирюльник» Дж. Россини — граф Альмавива
- «Князь Игорь» А. Бородина — Владимир Игоревич
- «Риголетто» Д. Верди — герцог
- «Травиата» Дж. Верди — Альфред
- «Фауст» Шарль Гуно — Фауст
- «Борис Годунов» М. П. Мусоргского — Юродивый
- «Пиковая дама» П. Чайковского — Чекалинский
- «Турандот» Дж. Пуччини — Император Альтоум
- «Волшебная флейта» Моцарта — Жрец
- «Чио-Чио-Сан» Д. Пуччини — Горо
- «Алеко» С. Рахманинова — Алеко